# Марек Јанкуловски
Марек Јанкуловски (чеш. Marek Jankulovski; Острава, 9. мај 1977) је бивши чешки фудбалер македонског порекла. Током каријере наступао је за Бањик Остраву, Наполи, Удинезе и Милан. За репрезентацију Чешке наступао је од 2000. до 2009. године.
Дана 20. фебруара 2012. је објавио да завршава каријеру због повреде колена.